# 大社基地

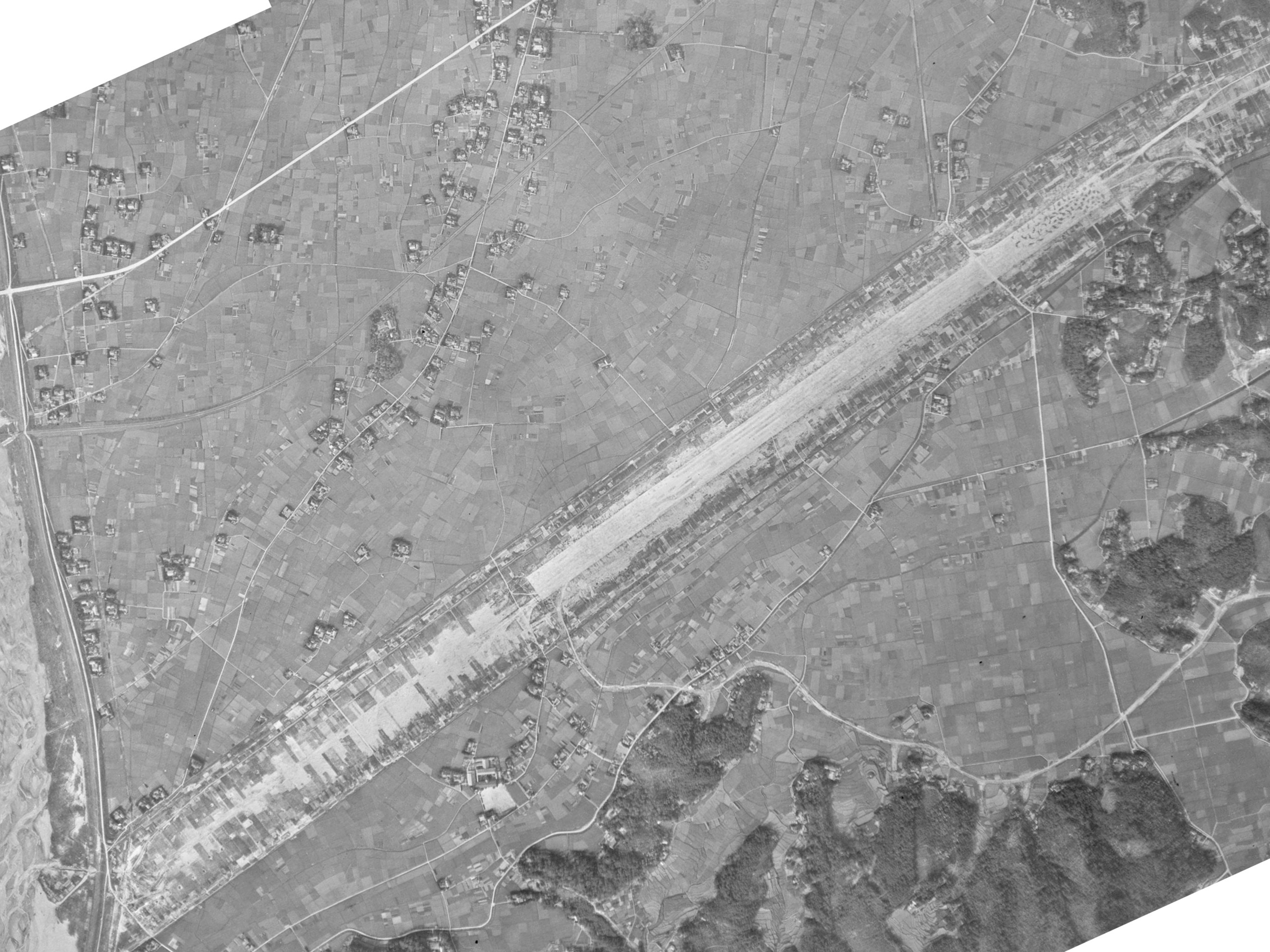
大社基地跡の空中写真（1947年）

大社基地（たいしゃきち）は、大日本帝国海軍の航空基地（軍用飛行場）。現在の島根県出雲市斐川町に建設された。建設当時は西日本最大の軍事拠点であった。

## 概要
廃川となっていた新川の河川敷を中心とする一帯に『第一新川基地』として1945年（昭和20年）3月から6月にかけて、舞鶴鎮守府から派遣された第338設営隊および、当時海軍航空基地であった美保基地の予科練習生、及び地元の国民学校学童まで動員して突貫工事で行われた。6月8日に竣工式が行われた。なお、実際の運用は 5月中に開始された。6月後半には『大社基地』に変更されている。
主滑走路の規模は、全体が幅120ｍ、長さ1,700mで、このうち幅60ｍ、長さ1,500mがコンクリート舗装され、コンクリート舗装の両側には各30mの幅で砕石を敷いた緩衝帯が設けられていた。主として最新鋭の陸上攻撃機「銀河」の離発着用に作られ使用された。また、人間爆弾「桜花」も配備されていた。
建設資材搬入ために、近隣の一畑電気鉄道からレールを取り外し、山陰本線の直江駅周辺から滑走路までの引き込み線も敷かれた。
戦後、滑走路の土地は陸上自衛隊の出西訓練場と使用されたり、段階的に民間に売却されたことで、敷地の大半は住宅地と化した。

## 現存する遺構
現在、出雲市が管理している遺構は終戦時の1.5%の3,000m2である。主滑走路のうち、幅約60m、長さ約600m以上が遺構として現存している。これは戦争遺跡としては日本最大級である。